# Beaumont-en-Verdunois
Beaumont-en-Verdunois – miejscowość i gmina we Francji, w regionie Grand Est, w departamencie Moza.
Według danych na rok 1990 gminę zamieszkiwało 0 osób, a gęstość zaludnienia wynosiła 0 osób/km² (wśród 2335 gmin Lotaryngii Beaumont-en-Verdunois plasuje się na 1034. miejscu pod względem liczby ludności, natomiast pod względem powierzchni na miejscu 756.).
Merem tej miejscowości jest Pierre Libert, który zarządza jego budżetem.

## Historia
Ludzie w miasteczku mieszkali od XVIII wieku. W 1914 roku, ewakuowano 185 mieszkańców i nigdy już nie wrócili do tej miejscowości.

## Zabytki oraz interesujące miejsca
- Kapliczka – znajduje się w środku miasteczka
- Pomnik ku czci zmarłych
- Cmentarz